# 236-я стрелковая дивизия
236-я стрелковая Днепропетровская Краснознамённая ордена Суворова дивизия — воинское формирование периода Великой Отечественной войны, сформированное в марте 1941 года в Закавказском военном округе как 236-я моторизованная дивизия. Позднее переименована в 236-ю стрелковую дивизию.

## Участие в боевых действиях
- 4 декабря 1941 года — 29 марта 1943 года
- 1 июня 1943 года — 23 июля 1943 года
- 8 августа 1943 года — 9 мая 1945 года

## История дивизии

### Формирование
Дивизия была сформирована в марте 1941 года в Закавказском военном округе как 236-я моторизованная дивизия. В июне 1941 года находилась в ЗакВО. Позднее переименована в 236-ю стрелковую дивизию.

#### Керченско-Феодосийская десантная операция (1941—1942)
Дивизия в декабре 1941 года в составе морского десанта высаживалась в порт Феодосия. Первый командир дивизии В. К. Мороз 6 февраля 1942 года с формулировкой «за потерю управления дивизией в Крыму» был отстранён от командования дивизией, предан суду трибунала и расстрелян. При оставлении Крымского полуострова в результате немецкой операции «Охота на дроф» в мае 1942 года дивизия понесла большие потери.

#### Битва за Кавказ (1942—1943)

##### 1942 год
После укомплектования 236-я стрелковая дивизия в составе 18-й армии вела бои на Кубани и на Северном Кавказе. С конца сентября 236-я стрелковая дивизия под командованием Н. Е. Чувакова вела тяжёлые бои на Туапсинском направлении против дивизионной группы генерала Ланца в районе гор Геймана и Гунай. В конце октября дивизия была снова выведена на укомплектование, после чего в январе 1943 года убыла на фронт, а 687-й артиллерийский полк, не имевший средств тяги, остался на месте и был передан в состав 328-й стрелковой дивизии 2-го формирования (вместо 889-го артиллерийского полка).

##### 1943 год

Обелиск защитникам Пашковской переправы

1 января дивизия передаётся 18-й штурмовой армии. 5 января дивизия маршем из района села Шепси на побережье Чёрного моря переместилась в район Сарай-горы и сменила части 32-й гвардейской стрелковой дивизии и 119-й стрелковой бригады. Части дивизии находились в обороне до 15 января. С 15 января дивизия участвовала в наступлении и взяла село Шаумян. 27 января части дивизии освободили станицу Линейную Краснодарского края.
30 января части дивизии вышли в район аулов Вочепший и Пчегатлукай республики Адыгея. 1 февраля дивизия овладела аулом Пчегатлукай, полностью закончив переправу на западный берег реки Псекупс. 2 февраля 814-й стрелковый полк под командованием майора Фисенко Е. В. овладел крупным узлом сопротивления Гатлукай. 
К исходу 2 февраля дивизия получила задачу наступать в направлении хуторов Казазов, Лакшукай и, содействуя 68-й стрелковой бригаде в захвате Пашковская переправа, отрезать пути отхода группам противника из аула Шаганчиринхабль. Выполняя поставленную задачу к 11.00 3.2.43 г. части овладели и сосредоточились в районе аулов Шаханчерийхабль(Адыгея), Лакшукай, Тугургой. 11 февраля дивизия получила задачу двумя полками переправиться через реку Кубань, с целью овладения городом Краснодар и содействовать 396-й стрелковой дивизии овладению посёлком Яблоновский с севера. Выполняя поставленную задачу, 509-й стрелковый полк в 16:00 начал переправу на восточном берегу реки Кубань в районе 2 км северо-восточнее посёлка Калиновский к 20:00 вышел на южную окраину города Краснодар, а к 23:00 — овладел железнодорожной станцией Краснодар.
С 13 по 18 февраля части дивизии вели бои за овладение аулом Афипсип (Адыгея). В результате наступательных действий частей дивизии к 22 февраля владели станицей Фёдоровская. Дивизия во взаимодействии с 395-й стрелковой дивизией к 26 февраля овладела хуторами Свободный, Ольгинский-1, Ольгинский-2, Багдасаров, Нечаевский и вышли в район хуторов Ленинский, Могуровский с целью овладеть станицей Троицкая.
11 марта дивизия получила приказ о выходе из боя и сосредоточении в районе станции Усть-Лабинская для дальнейшего следования по железной дороге на доукомплектование и довооружение. В результате двухмесячных наступательных боёв дивизией совершён боевой путь в 250 км и освобождено 66 населённых пунктов, в том числе город Краснодар. 28 марта дивизия сосредоточилась в районе станиц Воронежская, Васюринская, приступив к плановым занятиям по боевой подготовке. 29 марта дивизия была переброшена на станцию Каменск (Ростовская область) и к 8 апреля сосредоточилась в районе хуторов Колодезный, Верхняя Тарасовка, Нижняя Тарасовка, посёлка Таловый, Кумшатский, хутора Липовка, Дробязский, хуторов Россошь и Баклановка (Ростовская область). До 13 июля части дивизии укомплектовывались и занимались боевой подготовкой.

### Освобождение Украины

#### 1943 год
В июле 1943 года части дивизии в составе 46-й армии Юго-Западного готовились к участию в Донбасской наступательной операции. Однако 1 августа дивизия получила приказ на передислокацию на Степной фронт (с 20 октября — 2-й Украинский фронт) фронтов для дальнейшего участия в битве за Днепр. С 1 по 24 августа дивизия совершила марш более 200 км, 22—24 августа переправилась через реку Северский Донец в районе города Змиёв (Харьковская область) и в ночь с 23 на 24 августа, сменив части 152-й стрелковой дивизии на рубеже река Мжа — Ждановка, заняла позицию для наступления.
25 августа, после артподготовки, дивизия перешла в наступление из района города Змиёв в направлении севернее Днепродзержинска. В ночь с 25 на 26 сентября части дивизии первыми в армии вышли к Днепру в районе Сошиновка Верхнеднепровского района Днепропетровской области, форсировали реку на подручных средствах, захватили плацдарм на противоположном берегу и в течение трёх суток удерживали его, отражая многочисленные атаки противника. Чуть позднее, Указом Президиума Верховного Совета СССР от 1 ноября 1943 года И. И. Фесин был награждён второй медалью «Золотая Звезда» Героя Советского Союза, а большой группе бойцов и командиров дивизии присвоено звание Героев Советского Союза.
В последующем дивизия в составе той же 46-й армии 3-го Украинского фронта успешно действовала в Днепропетровской наступательной операции (октябрь-ноябрь 1943 г.). Приказом ВГК от 25 октября 1943 года дивизия за эти бои получила наименования «Днепропетровская», а полковник Фесин был упомянут в благодарственном приказе Верховного Главнокомандующего.

#### 1944 год
В январе-феврале 1944 года дивизия участвовала в Никопольско-Криворожской наступательной операции, в том числе в освобождении городов Никополь, Апостолово, Кривой Рог.
С марта по май 1944 года её части принимали участие в Березнеговато-Снигирёвской и Одесской наступательных операциях. С середины мая дивизия занимала оборону на Пружанском плацдарме на Днестре.
Там 21 мая 1944 года произошёл уникальный случай: взвод бронебойщиков 509-го стрелкового полка самостоятельно разработал и осуществил операцию по уничтожению ежедневно прилетающего на разведку и корректировку артиллерийского огня немецкого самолёта-разведчика «Фокке-Вульф» 189. Рассчитав обычные траектории его полёта, бронебойщики провели упражнений в стрельбе по воздушным целям, подготовили и замаскировали свои позиции и при очередном появлении самолёта массированным огнём из противотанковых ружей на высоте 600-700 метров сбили его. За это несколько бойцов были награждены орденами.

## Состав
- 177-й стрелковый полк (818, 976 сп),
- 509-й стрелковый полк (180 сп),
- 814-й стрелковый полк (майор Е. В. Фесенко),
- 687-й (889) артиллерийский полк (подполковник Крыжко, Иван Яковлевич)[7],
- 27-й (28) отдельный истребительно-противотанковый дивизион,
- 178-я зенитная артиллерийская батарея (292 отдельный зенитный артиллерийский дивизион) — до 29.3.43 г.,
- 496-я отдельная разведывательная рота (311 разведывательный батальон),
- 404-й отдельный сапёрный батальон,
- 615-й отдельный батальон связи (630 отдельная рота связи),
- 392-я отдельный медико-санитарный батальон,
- 102-я (10) отдельная рота химической защиты,
- 94-я автотранспортная рота (665 автотранспортный батальон),
- 337-й полевая хлебопекарня (459 полевой автохлебозавод),
- 236-й дивизионный ветеринарный лазарет,
- 701-я полевая почтовая станция,
- 508-я полевая касса Государственного банка.

## Командиры дивизии
- Мороз, Василий Константинович (20.04.1941 — 06.02.1942), комбриг, с 17.01.1942 генерал-майор
- Немерцалов, Пётр Иванович (07.02.1942 — 29.05.1942), полковник
- Корчиков, Глеб Николаевич (30.05.1942 — 01.09.1942), полковник
- Чуваков, Никита Емельянович (02.09.1942 — 11.03.1943), генерал-майор
- Цепляев, Никита Фёдорович (12.03.1943 — 31.05.1943), генерал-майор[8]
- Фесин, Иван Иванович (01.06.1943 — 18.06.1944), полковник, с 17.11.1943 генерал-майор
- Кулижский, Пётр Иванович (19.06.1944 — 09.05.1945), полковник, с 02.11.1944 генерал-майор

## Награды дивизии
- 25 октября 1943 года — Почётное наименование «Днепропетровская» — присвоено приказом Верховного Главнокомандующего в ознаменование одержанной победы и за отличие в боях за освобождение города Днепропетровска.
- 13 февраля 1944 года —  Орден Красного Знамени — награждена указом Президиума Верховного Совета СССР за образцовое выполнение боевых заданий командования в боях с немецкими захватчиками у нижнего течения Днепра и за освобождение городов Никополя, Апостолово и проявленные при этом доблесть и мужество.[9]
- 26 февраля 1944 года —  Орден Суворова II степени — награждена указом Президиума Верховного Совета СССР за образцовое выполнение заданий командования в боях с немецкими захватчиками при освобождении города Кривой Рог и проявленные при этом доблесть и мужество.[10]

Награды частей дивизии:
- 177-й стрелковый Белградский полк
- 509-й стрелковый ордена Богдана Хмельницкого (II степени)[11] полк
- 814-й стрелковый Краснознамённый[11] полк

## Отличившиеся воины дивизии
- Алиев, Газрет Агаевич, красноармеец, разведчик 496-й отдельной разведывательной роты.
- Бойченко, Виктор Кузьмич, ефрейтор, разведчик 496-й отдельной разведывательной роты.
- Винник, Пётр Фёдорович, старшина, старшина роты 509-го стрелкового полка.
- Власов, Пётр Дмитриевич, старший лейтенант, командир роты 814-го стрелкового полка.
- Гришин, Иван Григорьевич, капитан, командир батальона 509-го стрелкового полка.
- Грошенков, Пётр Павлович, красноармеец, разведчик 496-й отдельной разведывательной роты.
- Гуз, Марк Дмитриевич, старший сержант, командир отделения 496-й отдельной разведывательной роты.
- Дегтярёв, Александр Ильич, красноармеец, стрелок 177-го стрелкового полка.
- Денисюк, Фёдор Игнатьевич, красноармеец, стрелок 4-й роты 177-го стрелкового полка.
- Зайцев, Константин Фёдорович, красноармеец, разведчик 496-й отдельной разведывательной роты.
- Кондырёв, Василий Иванович, сержант, командир отделения 496-й отдельной разведывательной роты.
- Луференко, Иван Иосифович, сержант, командир отделения 496-й отдельной разведывательной роты.
- Лях, Даниил Пантелеевич, красноармеец, разведчик 496-й отдельной разведывательной роты.
- Марков, Никифор Николаевич, младший сержант, разведчик 496-й отдельной разведывательной роты.
- Мурадян, Андраник Акопович, лейтенант, командир 1-й стрелковой роты 177-го стрелкового полка.
- Орлов, Иван Михайлович, подполковник, командир 509-го стрелкового полка.
- Пузырёв, Сергей Михайлович, красноармеец, разведчик 496-й отдельной разведывательной роты.
- Сабанов, Григорий Луарсабович, сержант, разведчик 496-й отдельной разведывательной роты.
- Стасюк, Василий Дмитриевич, старшина, командир отделения 496-й отдельной разведывательной роты.
- Федин, Фёдор Денисович, сержант, разведчик 496-й отдельной разведывательной роты.
- Фесин, Иван Иванович, полковник, командир дивизии.
- Хазарьян, Семён Аркадьевич, старшина, командир отделения 496-й отдельной разведывательной роты.
- Чмыренко, Николай Романович, старший сержант, помощник командира взвода 496-й отдельной разведывательной роты.
- Шиловский, Леонид Прокофьевич, красноармеец, разведчик 496-й отдельной разведывательной роты.
- Шпаковский, Сергей Петрович, лейтенант, командир взвода 496-й отдельной разведывательной роты.

## Память
- Захоронение воинов дивизии на военном участке Широковского кладбища.